# Spy Kids: Armageddon
Spy Kids: Armageddon è un film del 2023 diretto da Robert Rodriguez.

## Produzione
Nel gennaio 2021, è stato annunciato che un reboot del franchise di Spy Kids era in sviluppo. Il creatore della saga, Robert Rodriguez, è ritornato a scrivere e dirigere il progetto, prodotto da Skydance Media, Spyglass Media Group e Double R Productions. Nel 2022, Netflix ha acquisito i diritti di distribuzione del film. Nello stesso anno, è stato annunciato che Gina Rodriguez, Zachary Levi, Everly Carganilla, Connor Esterson, Billy Magnussen e D. J. Cotrona erano entrati a far parte del cast.

## Distribuzione
Spy Kids: Armageddon è stato pubblicato su Netflix il 22 settembre 2023.

## Accoglienza
Sull'aggregatore di recensioni Rotten Tomatoes ha un indice di gradimento del 54%, con un voto medio di 5,20 su 10 basato su 35 recensioni.